# Sílvia Requena i Martínez
Sílvia Requena i Martínez (Terrassa, 1968) és una advocada, professora d'ètica jurídica de la Facultat de Dret de la Universitat Internacional de Catalunya. En les eleccions generals del 20 de desembre de 2015, va ser la número dos de Democràcia i Llibertat al Senat per Barcelona, circumscripció que va ser l'única de les quatre demarcacions catalanes on DiL no va obtenir cap senador. El 4 de maig de 2016 va anunciar que es presentaria a les primàries de la seva formació política, presidida per Artur Mas, per als comicis generals del 26 de juny de 2016. Va ser presidenta de la sectorial d'Igualtat i Drets Civils de CDC.
El 2022 va entrar a formar part de l'executiva de Centrem, partit polític liderat per Àngels Chacón.